# Kerkhof van Auxi-le-Château
Auxi-le-Chateau Churchyard is een begraafplaats gelegen in de plaats Auxi-le-Château in het Franse departement Pas-de-Calais. De militaire graven worden onderhouden door de Commonwealth War Graves Commission.
De begraafplaats telt 5 geïdentificeerde Gemenebest graven uit de Eerste Wereldoorlog.